# Cratere Zhukovskiy
Zhukovskiy è un cratere lunare intitolato allo scienziato russo Nikolaj Egorovič Žukovskij. Si stende sul lato nascosto della Luna. Forma una coppia con il cratere Lebedinskiy, che è contiguo al bordo orientale. Non ci sono altri crateri degni di nota nelle immediate vicinanze anche se l'immenso cratere Korolev si trova più a sud.
Il bordo del cratere è stato eroso, soprattutto alle estremità settentrionale e meridionale. Il fondo è livellato, anche se un piccolo e prominente cratere occupa la parte centro-meridionale.

## Crateri correlati
Alcuni crateri minori situati in prossimità di Zhukovskiy sono convenzionalmente identificati, sulle mappe lunari, attraverso una lettera associata al nome.
| Zhukovskiy | Latitudine | Longitudine | Diametro |
| ---------- | ---------- | ----------- | -------- |
| Q          | 6,2° N     | 168,8° W    | 23 km    |
| T          | 7,9° N     | 172,3° W    | 23 km    |
| U          | 8,5° N     | 173,2° W    | 29 km    |
| W          | 9,8° N     | 170,3° W    | 31 km    |
| X          | 10,5° N    | 171,1° W    | 30 km    |
| Z          | 10,0° N    | 166,8° W    | 34 km    |